# Frode Madsen
Frode Madsen (født 30. januar 1921, død 19. april 2008 i Varde) var en dansk landinspektør og politiker, der var amtsborgmester i Ribe Amt fra 1972 til 1989, valgt for Venstre.
Frode Madsen indledte sin politiske karriere som byrådsmedlem i Varde i 1966, hvor han blev udvalgsformand og viceborgmester. Ved amtsrådsvalget i 1970 stillede han op i Ribe Amt og blev valgt ind. Allerede to år senere blev han amtsborgmester, idet han tog over efter partifællen Kaj Knudsen. Senere blev han medlem af bestyrelsen i Amtsrådsforeningen.
Han var som amtsborgmester en af idémændene bag oprettelsen af Syddansk Universitet. Han var desuden medlem af en række udvalg under Europarådet gennem en årrække.
Frode Madsen var ridder af Dannebrog fra 1981.